# Leart Paqarada
Leart Paqarada (Bréma, 1994. október 8. –) német születésű koszovói-albán származású labdarúgó, aki jelenleg az SV Sandhausen játékosa. Korosztályos szinten a német és az albán válogatottban is szerepelt, valamint a felnőttek között, de jelenleg a koszovói válogatott tagja.

## Pályafutása
A Werder Bremen akadémiáján nevelkedett, egészen 2003-ig amikor is csatlakozott a Bayer Leverkusenhez. A 2012-13-as szezonban már a második csapat tagja volt és az első mérkőzését az VfB Hüls elleni mérkőzésen teljesítette, egy percet töltött a pályán. A szezont során még kétszer lépett pályára. A következő szezonban 27 alkalommal lépett pályára és ezeken szerzett egy gólt. Az első gólját 2014 május 10-én szerezte az utolsó bajnoki mérkőzésén a Schalke 04 II csapata ellen.
Az SV Sandhausen csapatához ingyen igazolt 2014 nyarán. Augusztus 10-én debütált a Bundesliga 2-ben a Kaiserslautern elleni mérkőzésen.

## Válogatott
2009 augusztus 16-án debütált a német U16-os labdarúgó-válogatottban az osztrák U16-os labdarúgó-válogatott elleni barátságos mérkőzésen. Ezt követően még hat alkalommal szerepelt ebben a korosztályban. 2010 szeptember 4-én az U17-es válogatottban is bemutatkozott, az azeri U17-es labdarúgó-válogatott elleni felkészülési mérkőzésen. 2011 márciusáig még öt alkalommal lépett pályára címeres mezben.
2012-ben megkapta az albán útlevelet és meghívott az albán U21-es labdarúgó-válogatottba. 2013 február 6-án debütált a macedón U21-es labdarúgó-válogatott ellen. Többet nem lépett pályára albán színekben.
2016. június 3-án már a koszovói labdarúgó-válogatottban lépett pályára, mégpedig a feröeri labdarúgó-válogatott ellen.

## Család
Apja, Shukri Paqarada szintén labdarúgó volt. Posztját tekintve kapus.